# Tankred Dorst
Tankred Dorst (Oberlind, Sonneberg, Turíngia, 19 de desembre de 1925 - Berlín, 1 de juny de 2017), fou un home de teatre i escriptor alemany. Va començar la seva carrera dramàtica escrivint peces crítiques per al teatre de titelles Kleines Spiel, de Múnic. Escrigué teatre convencional, guions, llibrets d'òpera i textos en prosa; i treballà igualment com a director de teatre, de cinema i de pel·lícules per a televisió.

## Obres traduïdes
- Gran imprecació davant la muralla de la ciutat, Del Mall, 1986. Trad. F. Formosa